# 只石昌幸
只石 昌幸（ただいし まさゆき、1975年10月11日 - ）は、日本の実業家であり、株式会社レバレッジ（現：VALX株式会社）の創業者。群馬県出身。

## 略歴
群馬県出身。群馬県立高崎高等学校、法政大学経営学部卒業。
1998年に株式会社キーエンスに入社。入社から3年ほどでキーエンスを退社したあと、2年経ったころに「こだわり社長」のハンドルネームでブログを開始し、グルメブロガーとして軌道に乗る。
2006年にウェブ制作会社「レバレッジ」（現：VALX株式会社）を設立し、代表取締役CEOに就任。38歳のときに経営者人脈を築く目的で空手を開始する。
2016年にフィットネス業界サイト「ダイエットジムコンシェルジュ」の運営を開始する。
2019年6月、政策研究大学院大学教授の鈴木眞理や山本義徳らと共に、一般社団法人パーソナルトレーナー協会を設立した。
2019年10月にフィットネスブランド「VALX」を立ち上げる。10月5日より山本義徳監修によるサプリメント「EAA9」の発売を開始し、発売から4か月で2万個を販売した。発売から10か月で月商1億円を達成した。
2021年4月に発売したRolandとコラボしたプロテイン「VALX-R」は2日で2万個を売り上げ、初回分3万個は7日で完売した。
2025年4月1日、レバレッジは社名を「VALX株式会社」に変更した。

## 経歴
- 1998年4月　株式会社キーエンス入社。
- 2000年6月　株式会社キーエンス退職し、個人事業主として独立。
- 2006年5月　株式会社レバレッジを設立し、代表取締役に就任。
- 2013年5月　関連会社としてコンシェルジュ不動産株式会社を設立。
- 2016年6月　一般社団法人パーソナルトレーナー協会を設立。
- 2018年1月　一般社団法人働きやすさ推進協会理事に就任。

## 人物
- 妻帯者であり、妻は桂由美帯同カメラマンとしてパリ・コレクション等で撮影を手掛けた只石布久美。また児童教育に熱心な一面があり、長男のWorld Robot Olympiad 2018 Thailand出場とOpen Category Elementary部門での世界8位入賞[8]を妻と共にサポートした[9]。
- 趣味はフルコンタクト空手。37歳からはじめて、塚本徳臣が指導する新極真会世田谷杉並支部の道場に通い、2021年に黒帯昇段[10]。
- 2022年にGOAL-B主催第2回パワーリフティング大会にて、ベンチプレス105キロ成功。

### 成績
- 新極真会空手道選手権2015全北陸大会 優勝
- 新極真会空手道選手権2016群馬県大会 準優勝
- 新極真会空手道選手権2016全北陸大会 優勝
- 新極真会空手道選手権2017群馬県大会 優勝
- 新極真会空手道選手権2017総本部大会 優勝
- 新極真会空手道選手権2018全北陸大会 準優勝
- 新極真会空手道選手権2019年世界大会 シニアベスト8
- 新極真会空手道選手権2021沖縄県大会 3位
- 新極真会空手道選手権2021福岡県大会 3位
- 新極真会空手道選手権2021全関東空手選手権大会 優勝
- 新極真会空手道選手権2022長野県大会 準優勝
- 新極真会空手道選手権2022世田谷錬成大会 準優勝
- 新極真会空手道選手権2022全九州大会 優勝
- 新極真会空手道選手権2024全北陸大会 3位
- 新極真会空手道選手権2024東北大会 3位
- 新極真会空手道選手権2025江戸川錬成大会 準優勝
- 新極真会空手道選手権2025佐賀県大会 準優勝

## 著書
- 講演録 やりたいことの見つけ方 自分らしく生きる6つのメソッド（ゴマブックス、2013年7月18日、電子書籍）[11]